# Rada Unii Europejskiej

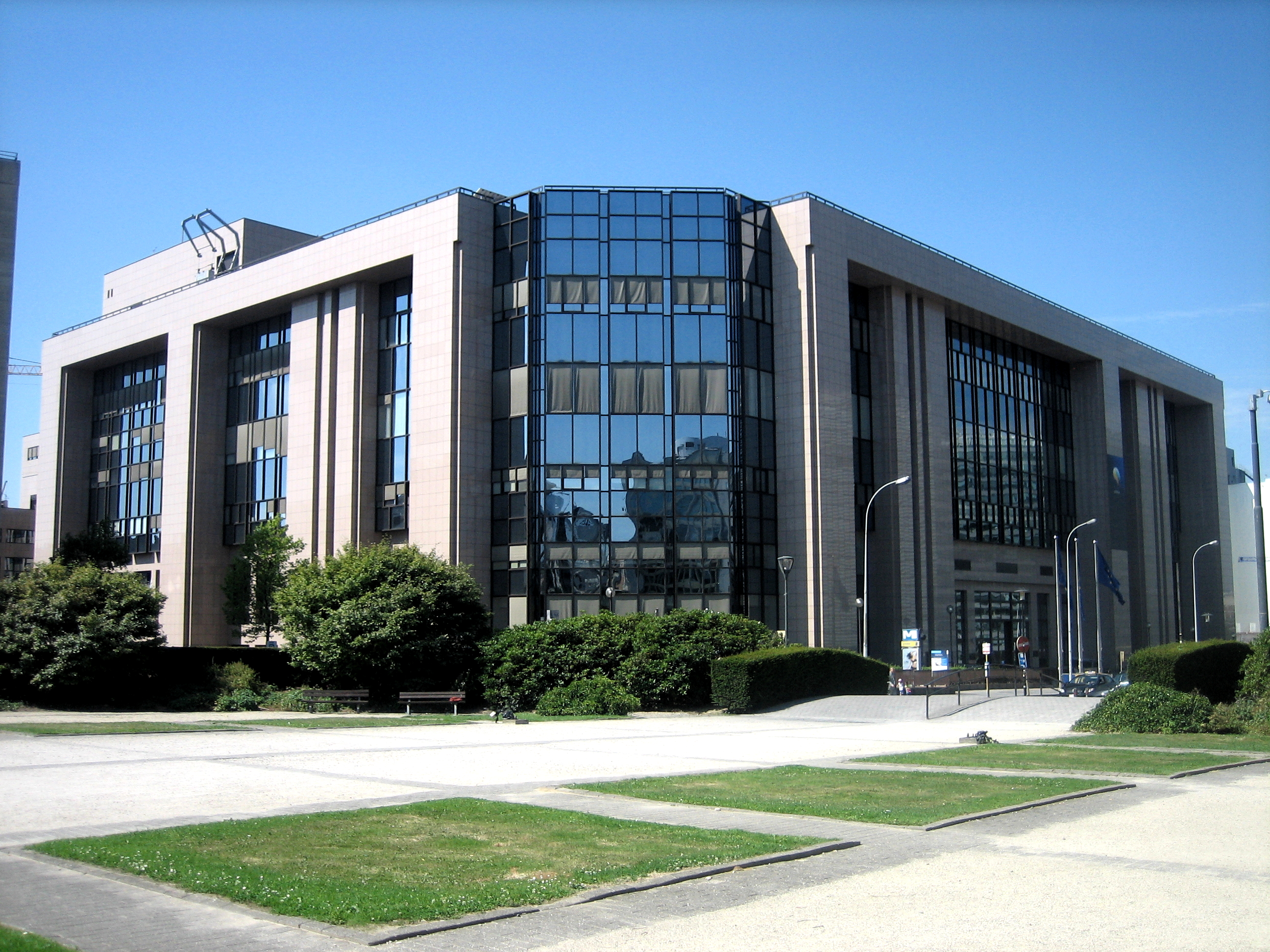
Budynek Justus Lipsius w Brukseli, siedziba Rady Unii Europejskiej

Rada Unii Europejskiej (fr. Conseil de l'Union européenne, ang. Council of the European Union) – główny organ decyzyjny Unii Europejskiej, posiada siedzibę w Brukseli, a jedynie w kwietniu, czerwcu i październiku spotkania mają miejsce w Luksemburgu. Dawniej była nazywana Radą Ministrów lub Radą Ministrów Unii Europejskiej.
Rada UE przybrała obecną nazwę na mocy własnej decyzji w 1993 roku. Jednakże w traktatach stanowiących podstawę Unii cały czas widnieje nazwa Rada (gdyż do 30 listopada 2009 roku była oficjalnie nie organem Unii, ale Wspólnot Europejskich).
Jej spotkania odbywają się w Brukseli w budynku Justus Lipsius.

## Organizacja Rady
Rada, w zależności od rozpatrywanych spraw, składa się bądź z ministrów spraw zagranicznych każdego z państw członkowskich Unii Europejskiej (jest to wtedy tzw. Rada Ogólna), bądź z takiej samej liczby ministrów innego resortu (Rada Branżowa).
Razem istnieje dziesięć możliwych konfiguracji Rady:
1. Rada ds. Ogólnych                                                         (GAC)
2. Rada ds. Zagranicznych                                                    (FAC)
3. Rada ds. Gospodarczych i Finansowych                                      (ECOFIN)
4. Rada ds. Wymiaru Sprawiedliwości i Spraw Wewnętrznych                     (JHA)
5. Rada ds. Zatrudnienia, Polityki Społecznej, Zdrowia i Ochrony Konsumentów (EPSCO)
6. Rada ds. Konkurencyjności                                                 (COMPET)
7. Rada ds. Transportu, Telekomunikacji i Energii                            (TTE)
8. Rada ds. Rolnictwa i Rybołówstwa                                          (AGRI)
9. Rada ds. Środowiska                                                       (ENVI)
10. Rada ds. Edukacji, Młodzieży, Kultury i Sportu                                   (EYCS).

Przewodniczącym Rady jest minister z kraju sprawującego aktualnie prezydencję, z wyjątkiem Rady ds. Zagranicznych, której przewodniczy zawsze wysoki przedstawiciel do spraw zagranicznych i polityki bezpieczeństwa. Prezydencja Rady przypada co pół roku na kolejne państwo członkowskie.
Obsługę Rady zapewnia Sekretariat, na czele którego stoi sekretarz generalny (obecnie Thérèse Blanchet, kadencja 2022–2027). Sekretarz generalny od 18 września 1999 r. do 30 listopada 2009 r. z urzędu pełnił też funkcję wysokiego przedstawiciela do spraw wspólnej polityki zagranicznej i bezpieczeństwa. Funkcję tę sprawował na mocy decyzji traktatu amsterdamskiego, natomiast utracił na mocy postanowień traktatu lizbońskiego.

## Kompetencje Rady UE
Zgodnie z tekstem Traktatu o funkcjonowaniu Unii Europejskiej podstawowymi funkcjami Rady są funkcje prawodawcze i budżetowe. Dzieli je wszakże, jako równorzędny prawodawca, z Parlamentem Europejskim. W tym zakresie i we współpracy z Parlamentem Rada:
- wydaje akty prawnie wiążące (rozporządzenia, dyrektywy, decyzje) w toku procedur legislacyjnych
- wydaje akty niemające mocy prawnie wiążącej (zalecenia, opinie, memoranda, stanowiska)
- wzywa Komisję Europejską do określonych działań, w tym do inicjatywy ustawodawczej
- bierze udział w tworzeniu budżetu
- zawiera umowy międzynarodowe i koordynuje negocjacje przed ich zawarciem

Rada wraz z Radą Europejską posiada też kompetencje do podejmowania decyzji w zakresie wspólnej polityki zagranicznej i bezpieczeństwa.
Posiada również pewne kompetencje w zakresie wyboru członków innych instytucji
- zatwierdza listę członków Komitetu Ekonomiczno-Społecznego oraz Komitetu Regionów
- bierze udział w wyborze członków Komisji

Ponadto jest organem uprzywilejowanym w kwestii kierowania skarg do TSUE o stwierdzenie nieważności aktów prawa wspólnotowego oraz skarg na bezczynność organów.

## Tryb funkcjonowania Rady Unii Europejskiej
- Obrady mogą być tajne lub jawne; jawne są posiedzenia, podczas których Rada obraduje i głosuje nad projektem aktu prawodawczego.
- Członkowie Rady reprezentują interesy poszczególnych państw.
- Przedstawiciele państw muszą uczestniczyć osobiście (wyjątkowo dopuszczalny jest pełnomocnik).
- Posiedzenia Rady są przygotowywane przez Komitet Stałych Przedstawicieli (COREPER) składający się z ambasadorów państw członkowskich akredytowanych przy Unii Europejskiej. Decyzje w mniej kontrowersyjnych sprawach są podejmowane przez COREPER i tylko formalnie zatwierdzane przez Radę.
- W zależności od istotności sprawy Rada podejmuje decyzje w trojaki sposób:
  1. większością zwykłą – jest to domyślny sposób podejmowania uchwał, jednak w praktyce stosuje się go tylko do spraw technicznych;
  2. większością kwalifikowaną – obecnie uchwala się tak większość decyzji merytorycznych (zobacz niżej);
  3. jednomyślnie – dawniej sposób stosowany najczęściej, po zmianach wprowadzonych przez jednolity akt europejski, traktat amsterdamski, traktat nicejski i traktat lizboński stopniowo ograniczono jego używanie na rzecz większości kwalifikowanej; wstrzymanie się od głosu nie stoi na przeszkodzie do jednomyślnego podjęcia uchwały.

### Większość kwalifikowana w Radzie
| Państwo    | do 31 X 2004 | od 1 XI 2004 |
| ---------- | ------------ | ------------ |
| Niemcy     | 10           | 29           |
| Francja    | 10           | 29           |
| Włochy     | 10           | 29           |
| Hiszpania  | 8            | 27           |
| Polska     | 8            | 27           |
| Rumunia    | 0            | 14           |
| Holandia   | 5            | 13           |
| Grecja     | 5            | 12           |
| Czechy     | 5            | 12           |
| Belgia     | 5            | 12           |
| Węgry      | 5            | 12           |
| Portugalia | 5            | 12           |
| Szwecja    | 4            | 10           |
| Austria    | 4            | 10           |
| Bułgaria   | 0            | 10           |
| Słowacja   | 3            | 7            |
| Dania      | 3            | 7            |
| Finlandia  | 3            | 7            |
| Litwa      | 3            | 7            |
| Irlandia   | 3            | 7            |
| Łotwa      | 3            | 4            |
| Słowenia   | 3            | 4            |
| Estonia    | 3            | 4            |
| Cypr       | 2            | 4            |
| Luksemburg | 2            | 4            |
| Malta      | 2            | 3            |

W przypadku głosowania większością kwalifikowaną każdemu z państw przypisuje się pewną liczbę głosów ważonych (zob. tabela obok). Przyjęcie aktu następuje w wypadku uzyskania odpowiedniej większości głosów "za":
- Od 1 stycznia 1958 do 31 grudnia 1972 (6 państw członkowskich):
  - jeśli akt głosowany był na wniosek Komisji: 12 na 17 głosów (70,59%)
  - w pozostałych przypadkach: 12 głosów oddanych przez co najmniej 4 (2/3 ogółu) państwa.
- Od 1 stycznia 1973 do 31 grudnia 1980 (9 państw członkowskich):
  - jeśli akt głosowany był na wniosek Komisji: 41 na 58 głosów (70,69%)
  - w pozostałych przypadkach: 41 głosów oddanych przez co najmniej 6 (2/3 ogółu) państw.
- Od 1 stycznia 1981 do 31 grudnia 1985 (10 państw członkowskich):
  - jeśli akt głosowany był na wniosek Komisji: 45 na 63 głosy (71,43%)
  - w pozostałych przypadkach: 45 głosów oddanych przez co najmniej 6 (3/5 ogółu) państw.
- Od 1 stycznia 1986 do 31 grudnia 1994 (12 państw członkowskich):
  - jeśli akt głosowany był na wniosek Komisji: 54 na 76 głosów (71,05%);
  - w pozostałych przypadkach: 54 głosy oddane przez co najmniej 8 (2/3 ogółu) państw.
- Od 1 stycznia 1995 do 30 kwietnia 2004 (15 państw członkowskich):
  - jeśli akt głosowany był na wniosek Komisji: 62 na 87 głosów (71,26%);
  - w pozostałych przypadkach: 62 głosy oddane przez co najmniej 10 (2/3 ogółu) państw;

W okresie tym obowiązywał tzw. kompromis z Janiny.
- Od 1 maja 2004 do 31 października 2004 (25 państw członkowskich):
  - jeśli akt głosowany jest na wniosek Komisji: 88 na 124 głosy (70,97%);
  - w pozostałych przypadkach: 88 głosów oddanych przez co najmniej 2/3 ogółu (czyli 17) państw.
- Od 1 listopada 2004 do 31 grudnia 2006 (25 państw członkowskich):
  - jeśli akt głosowany będzie na wniosek Komisji: 232 na 321 głosów (72,27%);
  - w pozostałych przypadkach: 232 głosy oddane przez co najmniej 2/3 ogółu (czyli 17) państw;
  - w każdym przypadku członek Rady będzie mógł zażądać sprawdzenia, czy państwa stanowiące większość kwalifikowaną stanowią co najmniej 62% ogółu ludności Unii; jeśli nie – uchwała nie zostanie podjęta.
- Od 1 stycznia 2007 (27 państw członkowskich) :
  - jeśli akt głosowany jest na wniosek Komisji: 260 na 357 głosów (73,91%);
  - w pozostałych przypadkach: 232 głosy oddane przez co najmniej 2/3 ogółu (czyli 17) państw;
  - w każdym przypadku członek Rady będzie mógł zażądać sprawdzenia, czy państwa stanowiące większość kwalifikowaną stanowią co najmniej 62% ogółu ludności Unii; jeśli nie – uchwała nie zostanie podjęta.

Dalsze zmiany w sposobie głosowania większością kwalifikowaną wprowadził traktat lizboński. 1 listopada 2014 roku zniesiony został system głosów ważonych, a zastąpił go system podwójnej większości:
- jeśli akt jest głosowany na wniosek Komisji lub wysokiego przedstawiciela Unii do spraw zagranicznych i polityki bezpieczeństwa: 55% państw członkowskich (ale nie mniej niż 15) reprezentujących co najmniej 65% ludności Unii;
- w pozostałych przypadkach: 72% państw członkowskich reprezentujących co najmniej 65% ludności Unii.

Mniejszość blokująca musi obejmować co najmniej 4 państwa, inaczej uznawać się będzie, że nie została osiągnięta. W przypadku, gdy w głosowaniu nie biorą udziału wszyscy członkowie, brana jest pod uwagę liczba państw uczestniczących i ludność zamieszkująca te państwa. Minimalna mniejszość blokująca obejmuje wtedy liczbę państw równą najmniejszej liczbie państw uczestniczących, których łączna ludność jest większa niż 35% łącznej ludności państw uczestniczących, powiększonej o jeden.
W okresie przejściowym, trwającym do 31 marca 2017 roku, każdy z członków Rady mógł zażądać, by podczas głosowania zastosowano nie system podwójnej większości, lecz poprzednio obowiązujący system głosów ważonych.
Deklaracja 7. dołączona do aktu konferencji międzyrządowej, która przyjęła Traktat z Lizbony, stanowi, że członkowie rady reprezentujący 75% liczby członków Rady lub liczby ludności niezbędnej do ustanowienia większości blokującej, mogą zgłosić swój sprzeciw wobec przyjęcia aktu większością kwalifikowaną. Rada musi wówczas uczynić wszystko, w granicach swych uprawnień, by w rozsądnym terminie osiągnąć porozumienie. Szczególną rolę w dążeniu do osiągnięcia porozumienia wyznaczono przewodniczącemu Rady i przewodniczącemu Komisji. Od 1 kwietnia 2017 roku współczynnik 75% został obniżony do 55%. Jest to zmodyfikowana do nowych potrzeb wersja kompromisu z Janiny.